# Contiones
Las contiones (en singular contio) eran las reuniones informales celebradas en el período republicano de Roma, en el transcurso de las cuales los magistrados y los ciudadanos podían debatir cara a cara.

## Descripción
Las contiones fueron una forma directa de comunicación entre ciudadanos y magistrados, ideada para determinar el apoyo del pueblo a ciertas propuestas e incluso para tratar de hacerse con su simpatía. Estas reuniones eran convocadas por un magistrado o por un sacerdote, y podían ser interrumpidas por un magistrado de mayor alcurnia que el convocante, si este no aprobaba el tema a tratar en una determinada contio. Asimismo, cabe mencionar que no era necesario consultar previamente los auspicios para convocar las contiones.